# Gram Sogn
Gram Sogn er et sogn i Haderslev Domprovsti (Haderslev Stift).
Gram Sogn hørte til Frøs Herred i Haderslev Amt. Gram sognekommune blev ved kommunalreformen i 1970 indlemmet i Gram Kommune, der ved strukturreformen i 2007 indgik i Haderslev Kommune.
I Gram Sogn ligger Gram Kirke. Sognet hørte indtil 2007 til Tørninglen Provsti, og kirken har det karakteristiske Tørninglen-spir, der er rejst over 4 trekantgavle.
I sognet findes følgende autoriserede stednavne:
- Billeslund (landbrugsejendom)
- Birk (bebyggelse)
- Brogård Plantage (areal)
- Enderupskov (bebyggelse, ejerlav)
- Enderupskov Østermark (bebyggelse)
- Felt (bebyggelse)
- Friskmark (bebyggelse)
- Gelsbro (bebyggelse)
- Gram (bebyggelse)
- Gram Ejerlav (bebyggelseejerlav
- Gram Mark (bebyggelse)
- Gramgård (landbrugsejendom)
- Heden (bebyggelse)
- Hindballe (bebyggelse)
- Holt (bebyggelse)
- Jenning (bebyggelse)
- Kastrup (bebyggelse, ejerlav)
- Kastrup Enge (bebyggelse)
- Kastrup Fælled (bebyggelse)
- Kastrup Nørremark (bebyggelse)
- Kastrup Vestermark (bebyggelse)
- Kastrup Østermark (bebyggelse)
- Landbolsmark (bebyggelse)
- Lund (areal)
- Melkær (areal)
- Møgelballe (bebyggelse)
- Nybølgård (landbrugsejendom)
- Rangtang (areal, bebyggelse)
- Skjoldager (bebyggelse)
- Storlund (bebyggelse)
- Storskov (areal)
- Sønderby (bebyggelse)
- Tiset (bebyggelse, ejerlav)
- Tiset Nørremark (bebyggelse)
- Tiset Søndermark (bebyggelse)
- Tiset Vestermark (bebyggelse)
- Vester Lindet (bebyggelse, ejerlav)
- Vester Nybøl (bebyggelse)
- Vievang (bebyggelse)
- Årup (bebyggelse)

## Afstemningsresultat
Folkeafstemningen ved Genforeningen i 1920 gav i Gram Sogn 1.479 stemmer for Danmark, 72 for Tyskland. Af vælgerne var 422 tilrejst fra Danmark, 53 fra Tyskland. 